# 김창식 (1857년)
김창식 (金昌植 1857 ~ 1929)은 한국인으로는 최초로 목사 안수를 받은 2인중 한 사람이다. 1901년 5월 상동교회에서 감리교 목사로 안수를 받았다. 전국에 48개의 교회를 세우는 등 활발한 사역활동으로 ‘한국의 사도바울’이라는 별칭을 가지고 있다.
황해도 수안(遂安) 출생으로 일찍이 한학을 공부하였고 초년에는 농사와 행상을 하며 평범한 생활을 했었다. 오링거 선교사의 전도와 세례를 받아 개신교인이 되었으며 오링거와 아펜젤러로부터 신학을 배웠다. 1892년 8월에 선교사 홀과 함께 평양지방에 파송되어 순회전도를 시작하였고 1894년 청일전쟁기에 피난을 가지 않고 평양제일교회(후의 남산현교회)에서 사역을 하다가 투옥되어 모진 고문을 당하는 등 핍박을 받았다.
1901년 5월에 상동교회에서 개최된 감리교연회에서 김기범과 함께 북 감리교회의 감독 무어(Moore, H.)로부터 한국인으로서는 처음으로 목사안수를 받았다. 그 뒤 삼화교회·평양제일교회와 신계·연안·운산·덕천·양덕·맹산·영면·회천·원산·제천지방으로 다니며 순회전도에 진력하였다. 전국을 누비며 각처에 48개 교회를 세웠고 많은 사람들에게 세례집도를 했다. 이로 인해 그를 ‘한국의 사도바울’이라는 별칭을 가지게 되었다. 한국인으로는 최초로 지방감리사로 임명되어, 1904년부터 1910년까지 평안북도 영변지방 감리사로, 1912년에는 평양지방 감리사로 시무하다가 1924년에 은퇴하였다.

## 같이 보기
- 기독교대한감리회